# Henry Gilbert
Henry Gilbert (n. 1868 – d. 1937) a fost un autor popular pentru copii și bunicul patern al poetei Molly Holden. Cărțile sale continuă să fie publicate; acestea se remarcă atât pentru exactitatea lor istorică, cât și pentru stilul lor. Henry Gilbert este cel mai cunoscut pentru cartea sa cu personajul eroic din folclorul englez, Robin Hood. 